# Рабу-ди-Пейши
Рабу-ди-Пейши (порт. Rabo de Peixe) — населённый пункт и район в Португалии, входит в автономный округ Асориш. Расположен на острове Сан-Мигел. Является составной частью муниципалитета Рибейра-Гранди. Население составляет 7407 человек на 2001 год. Занимает площадь 16,98 км².